# Stora Uttervik
Stora Uttervik är en ort i Tunabergs socken i Nyköpings kommun, ungefär två mil sydväst om Nyköping. Orten ligger mellan Nyköping och Nävekvarn i Södermanland, vid Bråvikens utlopp i Östersjön. SCB har för bebyggelsen i norra delen av orten avgränsat en småort namnsatt till  Uttervik (norra delen). Småorten bestod 2010 av 49 hektar och hade då 56 invånare.

## Historia
I Stora Uttervik finns en av Sveriges största manganfyndigheter. Stora Uttervik mangangruva bildades 1917 av Tunabergs Gruv AB. Brytningen startade 1918 och pågick till 1937. Senare köptes gruvan av Norrbottens Järnverk AB, NJA, som bröt malm mellan 1944 och 1953 då verksamheten upphörde.

## Samhället
Utterviks samfällighet omfattar 278 fastigheter fördelat på två områden åtskilda av ett naturområde. Inom orten finns det 79 året-runt-boende. Övriga fastigheter är fritidshus. Inom samfälligheten finns badplats, tennisbana, fotbollsplaner, boulebanor, klubbhus samt en naturhamn med plats för 190 båtar. Inloppet till hamnen har ett djup på cirka 130 cm.